# Raumschaft Schramberg

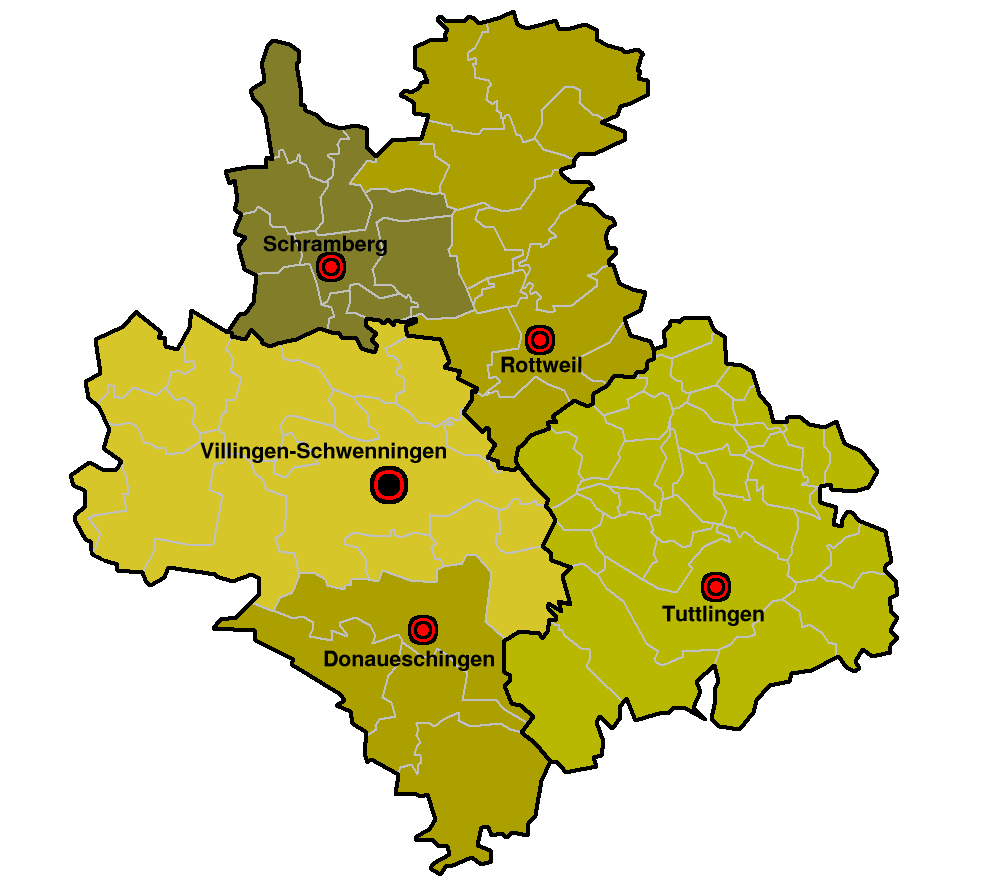
Die Raumschaft Schramberg in der Region Schwarzwald-Baar-Heuberg

Die Raumschaft Schramberg ist in der politischen Geographie und der Raumordnung der Mittelbereich um das Mittelzentrum Schramberg. Es umfasst die umliegenden Gemeinden Hardt, Lauterbach, Schiltach, Schenkenzell, Aichhalden, Dunningen und Eschbronn und hat 45227 Einwohner (Stand 30. Juni 2009). Die Raumschaft Schramberg ist annähernd das Einzugsgebiet des Schramberger Gymnasiums und weiterer Einrichtungen des kulturellen und öffentlichen Lebens. Angrenzende Mittelbereiche sind Haslach/Hausach/Wolfach im Westen, Freudenstadt im Norden, Rottweil im Osten und Villingen-Schwenningen im Süden.
Im wissenschaftlichen Sinne wurde der Begriff Raumschaft Schramberg in Bernd Frenzls Dissertation über die Entwicklung von Gewerbe und Industrie in Schramberg, sowie bei Paul Reuber im Werk Raumbezogene Politische Konflikte in Zusammenhang mit der Kreisreform in Baden-Württemberg 1973 erwähnt. Kulturelles, politisches und wirtschaftliches Zentrum der Raumschaft Schramberg ist die Große Kreisstadt Schramberg. Der Begriff Raumschaft Schramberg wird sowohl in der Presse, der Wissenschaft und auch in offiziellen Dokumenten, Blogs und Leserbriefen verwendet, und hat inzwischen, zumindest im zeitgenössischen Umgang, den Begriff Herrschaft Schramberg partiell verdrängt. Die zeitgenössische wissenschaftliche Rezeption von historischen, landeskundlich-geographischen, sowie tagesaktuellen Inhalten aus der Raumschaft Schramberg findet in der regionalgeschichtlichen Zeitschrift D'Kräz, Beiträge zur Geschichte der Stadt und Raumschaft Schramberg, statt.

## Geschichte
Die heutige Raumordnung entstammt weitgehend der Kreisreform Baden-Württemberg 1973. Insbesondere wurden dabei die ehemals badischen Städte Schiltach und Schenkenzell dem bis dato württembergischen Landkreis Rottweil zugeschlagen.

## Die Raumschaft Schramberg in Kunst und Literatur
Im literarischen Werk Vinzenz Eraths spielt die Raumschaft Schramberg eine bedeutende Rolle. Gleiches gilt auch für die Kriminalromane von Uta-Maria Heim.